# Athlétisme aux Jeux de la Francophonie de 2009
 (avril 2025).
Si vous disposez d'ouvrages ou d'articles de référence ou si vous connaissez des sites web de qualité traitant du thème abordé ici, merci de compléter l'article en donnant les références utiles à sa vérifiabilité et en les liant à la section « Notes et références ».
Navigation
Les épreuves d'athlétisme aux Jeux de la Francophonie 2009 ont lieu du 1er au 6 octobre 2009 à la Cité sportive Camille-Chamoun de Beyrouth au Liban. Au cours de cette édition, cinq records des Jeux ont été améliorés.

## Résultats

### Hommes
| Epreuve | Or                                                                                  | Argent                                                                            | Bronze                                                                                           |
| --- | ----------------------------------------------------------------------------------- | --------------------------------------------------------------------------------- | ------------------------------------------------------------------------------------------------ |
| 100 m | Ben-Youssef Meité 10 s 15 w                                                         | Aziz Ouhadi 10 s 31 w                                                             | Mouhamadou Lamine Niang 10 s 32 w                                                                |
| 200 m | Ben-Youssef Meité 20 s 37                                                           | Stéphane Buckland 20 s 59                                                         | Khalid Zougari 20 s 77                                                                           |
| 400 m | Éric Milazar 46 s 00                                                                | Mathieu Gnanligo 46 s 03                                                          | Maadadi Marouane 46 s 54                                                                         |
| 800 m | Amine Laâlou 1 min 46 s 68                                                          | Abdoulaye Wagne 1 min 47 s 48                                                     | Fouad Elkaam 1 min 47 s 76                                                                       |
| 1 500 m | Amine Laâlou 3 min 51 s 59                                                          | Fouad Elkaam 3 min 51 s 85                                                        | Matthew Lincoln 3 min 53 s 61                                                                    |
| 5 000 m | Chakir Boujattaoui 13 min 42 s 72                                                   | Anis Selmouni 13 min 43 s 73                                                      | Hicham Bellani 13 min 45 s 53                                                                    |
| 10 000 m | Dieudonné Disi 29 min 38 s 68                                                       | Anis Selmouni 29 min 39 s 07                                                      | Hicham Bellani 29 min 43 s 39                                                                    |
| Marathon | Zaid Laroussi 2 h 24 min 08 s s                                                     | Félix Ntirenganya 2 h 24 min 23                                                   | Ahmed Nasif 2 h 24 min 44 s                                                                      |
| 3 000 m steeple | Abdellatif Chamlal 8 min 40 s 18                                                    | Chakir Boujattaoui 8 min 41 s 06                                                  | Amor Ben Yahia 8 min 48 s 30                                                                     |
| 110 m haies | Jared Macleod 13 s 56 CR                                                            | Alexandru Mihailescu 13 s 92                                                      | Aymen Ben Ahmed 14 s 07                                                                          |
| 400 m haies | Fadil Bellaabouss 50 s 23                                                           | Sébastien Maillard 50 s 35                                                        | Mamadou Kassé Hane 50 s 69                                                                       |
| 4 × 100 m | Burkina Faso Siaka Son Idrissa Sanou Innocent Bologo Gérard Kobéané 39 s 57 NR      | Maurice L.S. Fabrice Coiffic Éric Milazar Henrico Louis Stéphane Buckland 39 s 60 | Sénégal Alassane Diallo Mouhamadou Lamine Niang Oumar Loum Abdourahmane Ndour 39 s 87            |
| 4 × 400 m | Sénégal Mamadou Kasse Hane Abdoulaye Wagne Assane Thiam Mamadou Gueye 3 min 06 s 93 | Maroc Smail Daif Abdekerim Khoudri Jounes Belkhaifa Amine Laâlou 3 min 07 s 46    | Maurice Jean Antonio Vieillesse Jean Fernando Augustin Jean Ian Monet Éric Milazar 3 min 08 s 29 |
| 20 km marche | Hervé Davaux 1 h 25 min 35                                                          | Hassanine Sebei 1 h 28 min 30                                                     | Bertrand Moulinet 1 h 31 min 02                                                                  |
| Saut en longueur | Yahya Berrabah 8,40 m CR, NR                                                        | Ndiss Kaba Badji 8,32 m                                                           | Julien Fivaz 7,76 m                                                                              |
| Triple saut | Hugo Mamba-Schlick 16,78 m                                                          | Alin Anghel 16,24 m                                                               | Julien Kapek 16,23 m                                                                             |
| Saut en hauteur | Mihai Donisan 2,24 m                                                                | Mathias Cianci 2,20 m                                                             | Mark Dillon Fabrice Saint-Jean 2,20 m                                                            |
| Saut à la perche | Vincent Favretto 5,40 m                                                             | Kristian Wilson 5,10 m                                                            | David Foley 5,00 m                                                                               |
| Lancer du poids | Tumatai Dauphin 18,63 m                                                             | Yasser Fathy 18,09 m                                                              | Laurentiu Popa 17,17 m                                                                           |
| Lancer du disque | Omar Ahmed El Ghazaly 61,01 m                                                       | Yasser Fathy 59,56 m                                                              | Jean-François Aurokiom 59,46 m                                                                   |
| Lancer du marteau | Mohsen El Anany 71,30 m                                                             | Frédérick Pouzy 68,24 m                                                           | Jérôme Bortoluzzi 68,03 m                                                                        |
| Lancer du javelot | Ehab Abdel Rahman 77,33 m CR                                                        | Curtis Moss 75,74 m                                                               | Levente Bartha 74,65 m                                                                           |
| Décathlon | Massimo Bertocchi 8 053 pts                                                         | François Gourmet 7 660 pts                                                        | Jamie Adjetey-Nelson 7 602 pts                                                                   |
| Records et Performances - AR : Record continental (area record) - CR : Record des championnats (championship record) - MR : Record du meeting (meet record) - NR : Record national (national record) - OR : Record olympique (olympic record) - PR : Record paralympique (paralympic record) - PB : Record personnel (personal best) - SB : Meilleure performance personnelle de la saison (season's best) - WL : Meilleure performance mondiale de l'année (world leader) - WJR : Record du monde junior (world junior record) - WR : Record du monde (world record) Circonstances et Conditions - DNF : N'a pas terminé (did not finish) - DNS : N'a pas pris le départ (did not start) - DQ : Disqualification (disqualification) - NM : Aucun essai valable enregistré (No Mark) - Q : Qualifié « directement » au prochain tour (ou à la prochaine compétition), lors d'une compétition majeure, grâce au classement ou à la réalisation des minima (automatic qualifier) - q : Qualifié au prochain tour (ou à la prochaine compétition), lors d'une compétition majeure, grâce au repêchage ou à la réalisation de l'une des meilleures performances parmi celles des « non qualifiés directement » (grâce au meilleur temps ou à la meilleure distance par exemple) (secondary qualifier) |                                                                                     |                                                                                   |                                                                                                  |

### Femmes
| 100 m | Geneviève Thibault 11 s 55 w                                                        | Kadiatou Camara 11 s 73 w                                                                     | Chantal Grant 11 s 74 w                                                                     |                                |
| 200 m | Nadjina Kaltouma 23 s 09                                                            | Kimberly Hyacinthe 23 s 15                                                                    | Esther Akinsulie 23 s 63                                                                    |                                |
| 400 m | Nadjina Kaltouma 51 s 04                                                            | Fatou Bintou Fall 52 s 90                                                                     | Ndeye Fatou Seck Soumah 53 s 21                                                             |                                |
| 800 m | Seltana Ait Hammou 2 min 02 s 62                                                    | Halima Hachlaf 2 min 02 s 76                                                                  | Linda Marguet 2 min 03 s 15                                                                 |                                |
| 1 500 m | Ibtissam Lakhouad 4 min 21 s 39                                                     | Siham Hilali 4 min 21 s 56                                                                    | Seltana Ait Hammou 4 min 21 s 79                                                            |                                |
| 5 000 m | Bouchra Chaabi 16 min 23 s 05                                                       | Hanane Ouhaddou 16 min 27 s 51                                                                | Thérèse Ngono Etoundi 16 min 31 s 08                                                        |                                |
| 10 000 m | Claudette Mukasakindi 35 min 32 s 60                                                | Bouchra Chaabi 35 min 32 s 87                                                                 | Maria Lahrissi 37 min 53 s 14                                                               |                                |
| Marathon | Epiphanie Nyirabarame 2 h 44 min 36 s                                               | Adeline Roche 3 h 03 min 18 s                                                                 | Pas d’autre médaille attribuée                                                              | Pas d’autre médaille attribuée |
| 100 m haies | Elisabeth Davin 13 s 32                                                             | Gnima Faye 13 s 35                                                                            | Anne Zagré 13 s 37                                                                          |                                |
| 400 m haies | Hayat Lambarki 58 s 40                                                              | Lamia Lhabz 58 s 81                                                                           | Carole Kaboud Mebam 58 s 85                                                                 |                                |
| 3 000 m steeple | Ancuta Bobocel 10 min 05 s 01                                                       | Hanane Ouhaddou 10 min 07 s 40                                                                | Elsa Delaunay 10 min 48 s 29                                                                |                                |
| 4 × 100 m | Canada Chantal Grant Kimberly Hyacinthe Teneshia Peart Geneviève Thibault 44 s 78   | France Lina Jacques-Sébastien Ayodele Ikuesan Amandine Elard Aurore Ruet 45 s 19              | Cameroun Stéphanie Belibi Esther Ndoumbe Joséphine Mbarga-Bikié Carole Kaboud Mebam 46 s 24 |                                |
| 4 × 400 m | Canada Vicki Tolton Kate Ruediger Kimberly Hyacinthe Esther Akinsulie 3 min 35 s 95 | Sénégal Fatou Diabaye Mame Fatou Faye Fatou Bintou Fall Ndeye Fatou Seck Soumah 3 min 36 s 27 | Maroc Naima Ibrahimi Hayat Lambarki Lamia Lhabz Halima Hachlaf 3 min 37 s 72                |                                |
| 10 km marche | Chaima Trabelsi 48 min 27 s                                                         | Christine Guinaudeau 49 min 10 s                                                              | Megan Huzzey 50 min 15 s                                                                    |                                |
| Saut en longueur | Alina Militaru 6,49 m w                                                             | Vanessa Gladone 6,30 m                                                                        | Cristina Sandu 6,27 m w                                                                     |                                |
| Triple saut | Vanessa Gladone 13,40 m                                                             | Jamaa Chnaik 13,35 m w                                                                        | Amy Zongo 13,27 m                                                                           |                                |
| Saut en hauteur | Sandrine Champion 1,84 m                                                            | Béatrice Lundmark 1,84 m                                                                      | Nicole Forrester 1,80 m                                                                     |                                |
| Saut à la perche | Télie Mathiot 4,25 m                                                                | Gabriella Duclos-Lasnier 4,20 m                                                               | Leanna Wellwood 4,10 m                                                                      |                                |
| Lancer du poids | Anca Heltne 17,80 m                                                                 | Jessica Cérival 17,14 m                                                                       | Julie Labonté 15,93 m                                                                       |                                |
| Lancer du disque | Ileana Sorescu 54,28 m                                                              | Kazai Suzanne Kragbé 53,68 m                                                                  | Coralie Glatre 51,55 m                                                                      |                                |
| Lancer du marteau | Manuela Montebrun 70,26 m CR                                                        | Bianca Perie 67,67 m                                                                          | Amélie Perrin 66,17 m                                                                       |                                |
| Lancer du javelot | Lindy Agricole 57,48 m CR                                                           | Hana'a Ramadhan Omar 55,89 m                                                                  | Maria Negoita 55,17 m                                                                       |                                |
| Heptathlon | Gabriella Kouassi 5 460 pts                                                         | Jennifer Cotten 5 230 pts                                                                     | Béatrice Kamboulé 4 861 pts                                                                 |                                |
| Records et Performances - AR : Record continental (area record) - CR : Record des championnats (championship record) - MR : Record du meeting (meet record) - NR : Record national (national record) - OR : Record olympique (olympic record) - PR : Record paralympique (paralympic record) - PB : Record personnel (personal best) - SB : Meilleure performance personnelle de la saison (season's best) - WL : Meilleure performance mondiale de l'année (world leader) - WJR : Record du monde junior (world junior record) - WR : Record du monde (world record) Circonstances et Conditions - DNF : N'a pas terminé (did not finish) - DNS : N'a pas pris le départ (did not start) - DQ : Disqualification (disqualification) - NM : Aucun essai valable enregistré (No Mark) - Q : Qualifié « directement » au prochain tour (ou à la prochaine compétition), lors d'une compétition majeure, grâce au classement ou à la réalisation des minima (automatic qualifier) - q : Qualifié au prochain tour (ou à la prochaine compétition), lors d'une compétition majeure, grâce au repêchage ou à la réalisation de l'une des meilleures performances parmi celles des « non qualifiés directement » (grâce au meilleur temps ou à la meilleure distance par exemple) (secondary qualifier) |                                                                                     |                                                                                               |                                                                                             |                                |

## Tableau des médailles
| Rang | Nation                           | Or | Argent | Bronze | Total |
| ---- | -------------------------------- | -- | ------ | ------ | ----- |
| 1    | Maroc                            | 10 | 13     | 9      | 32    |
| 2    | France                           | 9  | 8      | 10     | 27    |
| 3    | Canada                           | 5  | 5      | 10     | 20    |
| 4    | Roumanie                         | 5  | 3      | 4      | 12    |
| 5    | Égypte                           | 3  | 3      | 0      | 6     |
| 6    | Rwanda                           | 3  | 1      | 0      | 4     |
| 7    | Côte d'Ivoire                    | 2  | 1      | 0      | 3     |
| 8    | Tchad                            | 2  | 0      | 0      | 2     |
| 9    | Sénégal                          | 1  | 5      | 4      | 10    |
| 10   | Maurice                          | 1  | 2      | 1      | 4     |
| 11   | Tunisie                          | 1  | 1      | 2      | 4     |
| 12   | Communauté française de Belgique | 1  | 1      | 1      | 3     |
| 13   | Cameroun                         | 1  | 0      | 3      | 4     |
| 14   | Burkina Faso                     | 1  | 0      | 1      | 2     |
| 15   | Seychelles                       | 1  | 0      | 0      | 1     |
| 16   | Suisse                           | 0  | 1      | 1      | 2     |
| 17   | Bénin                            | 0  | 1      | 0      | 1     |
| -    | Mali                             | 0  | 1      | 0      | 1     |